# Тюменські татари
Тюменські татари або тюмени — це зникла тюркська народність на Північному Кавказі, один з компонентів в етногенезі сучасних кумиків.
У період проживання в пониззі річки Терек татарами було засновано місто Тюмен — центр Тюменського володіння (суч. Північний Дагестан, Кізлярський район).
Були представниками європеоїдної і монголоїдної рас. У складі кумиків з 17 століття.